# Kékesszürke hangyászgébics
A kékesszürke hangyászgébics (Thamnomanes schistogynus) a madarak osztályának verébalakúak (Passeriformes) rendjébe és a hangyászmadárfélék (Thamnophilidae) családjába tartozó faj.

## Rendszerezése
A fajt Coenraad Jacob Temminck holland zoológus írta le 1911-ben, a Thamnomanes caesius alfajaként Thamnomanes caesius schistogynus néven.

## Alfajai
- Thamnomanes schistogynus intermedius Carriker, 1935
- Thamnomanes schistogynus schistogynus Hellmayr, 1911[2]

## Előfordulása
Dél-Amerikában, Bolívia, Brazília és Peru területén honos. Természetes élőhelyei a szubtrópusi vagy trópusi síkvidéki esőerdők és mocsári erdők. Állandó, nem vonuló faj.

## Megjelenése
Testhossza 15 centiméter, testtömege 16-18 gramm.

## Életmódja
Rovarokkal táplálkozik.

## Természetvédelmi helyzete
Az elterjedési területe rendkívül nagy, egyedszáma ugyan csökken, de még nem éri el a kritikus szintet. A Természetvédelmi Világszövetség Vörös listáján nem fenyegetett fajként szerepel.